# Имперский орден Мексиканского орла

Герб Второй Мексиканской империи с цепью и медальоном ордена (внизу)

Имперский орден Мексиканского орла (исп. Orden Imperial del Águila Mexicana) — рыцарский орден, учреждённым 1 января 1865 года императором Второй Мексиканской империи Максимилианом I , один из трёх имперских орденов Мексики. 
Жаловался за выдающиеся заслуги перед государством и правителем, гражданскую или военную службу, достижения в области науки и искусства и являлся высшей наградой во времена Второй империи.
Император учредил награду с целью повысить престиж своего трона среди европейских монархий, а также добиться дипломатических уступок и признания новой мексиканской империи со стороны других стран.

## История

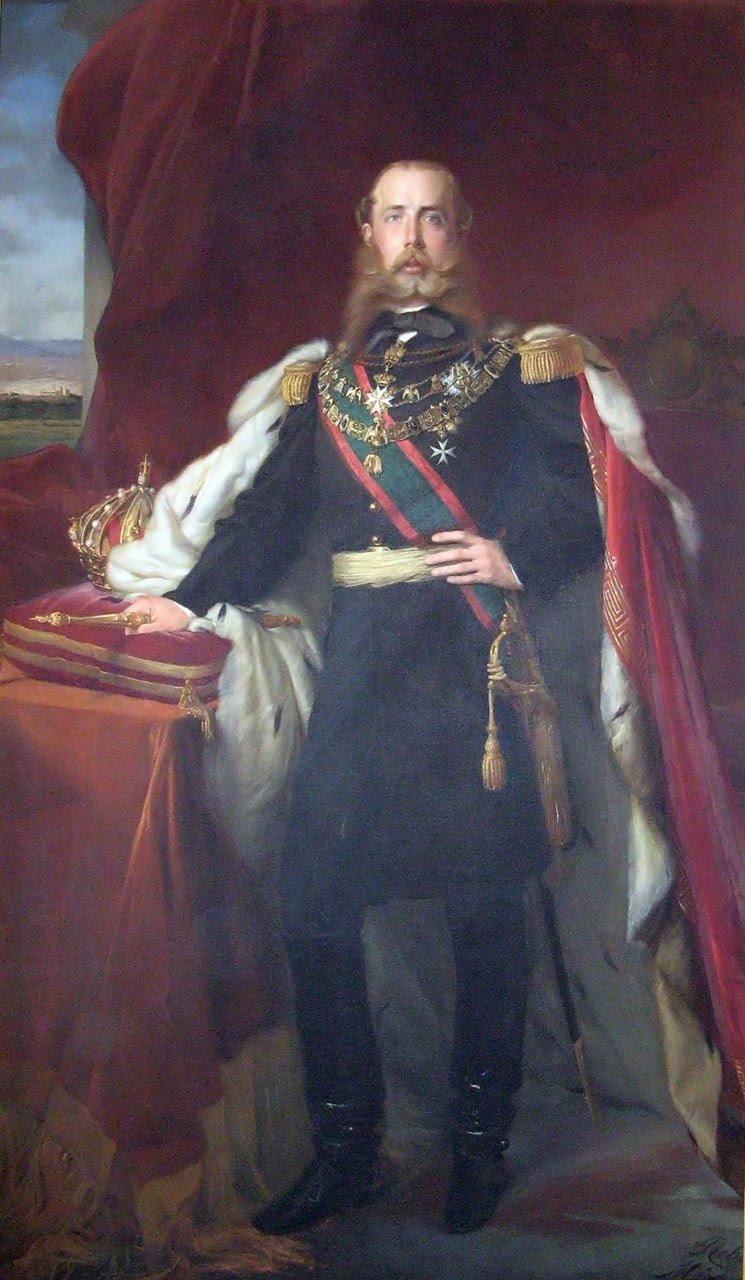
Император Максимилиан I с цепью и лентой ордена Мексиканского орла, портрет Ребулл, Сантьяго (1865)

Император Максимилиан I сделал новый орден высшей наградой Мексики, его цепь была помещена на имперский герб. Орден Богоматери Гваделупской, учреждённый императором Агустином в 1822 году и восстановленный президентом Антонио Лопесом де Санта-Анна в 1853, в правление Максимилиана отошёл на второй план.
После казни императора и восстановления режима Хуареса имперские ордена были упразднены. Тем не менее, некоторые из награждённых продолжили носить их в знак верности императору и империи до самой смерти.

## Описание ордена

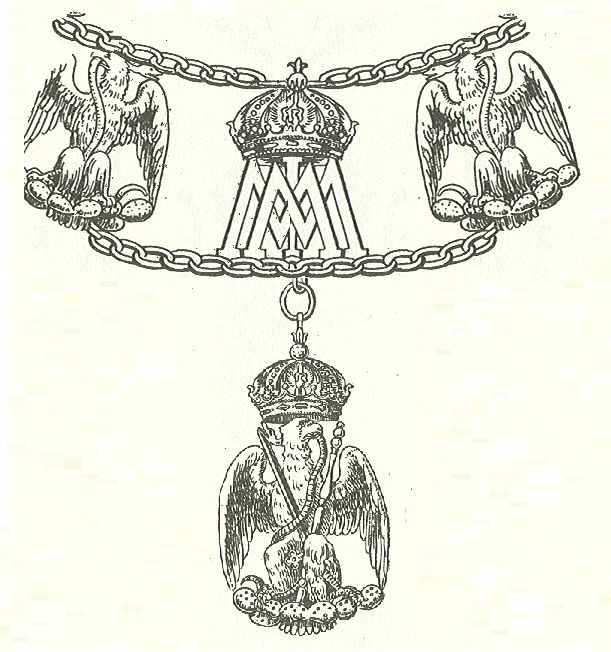
Цепь ордена Мексиканского орла

Знаком отличия ордена был медальон выполненный в виде сидящего на кактусе орла, увенчанного императорской короной и пожирающего змею (национальный герб Мексики).
На медальонах первых трёх классов, орёл был окружён зелёными и красными драгоценными камнями.  Лента и пояс ордена были зелёными, с красными полосами по краям.
Цепь или ожерелье были золотыми, в их звенья была вкраплена монограмма основателя ордена (МIМ) и герб Второй Мексиканской империи.
В отличие от австрийских наград, с которыми Максимилиан был знаком по юности в Вене, мантия к этому ордену не предусматривалась.

### Классы
Орденом могли быть награждены как мексиканцы, так и граждане иностранных государств, при этом для первых максимальное число награждённых во всех классах, кроме кавалера, было ограничено. Цепь или ожерелье предназначались для правящих монархов.
В ордене два класса: первый (предназначался только главам государств, награждённых Большим крестом с цепью) и обычный. Классы, с максимальным числом их кавалеров в скобках, указаны ниже:
- Цепь (12) — была золотой, носилась с медальоном, лентой через правое плечо и звездой на левой стороне груди.
- Большой крест (25)[1] — лента носилась через правое плечо, медальон — на левой стороне груди.
- Великий офицер (50) — лента носилась на шее, медальон — на правой стороне груди.
- Командор (100) — лента с медальоном носилась на шее.
- Офицер (200) — лента и медальон с розеткой носились на левой стороне груди.
- Кавалер (неограничено) — лента без розетки с медальоном носились на левой стороне груди.

## Галерея

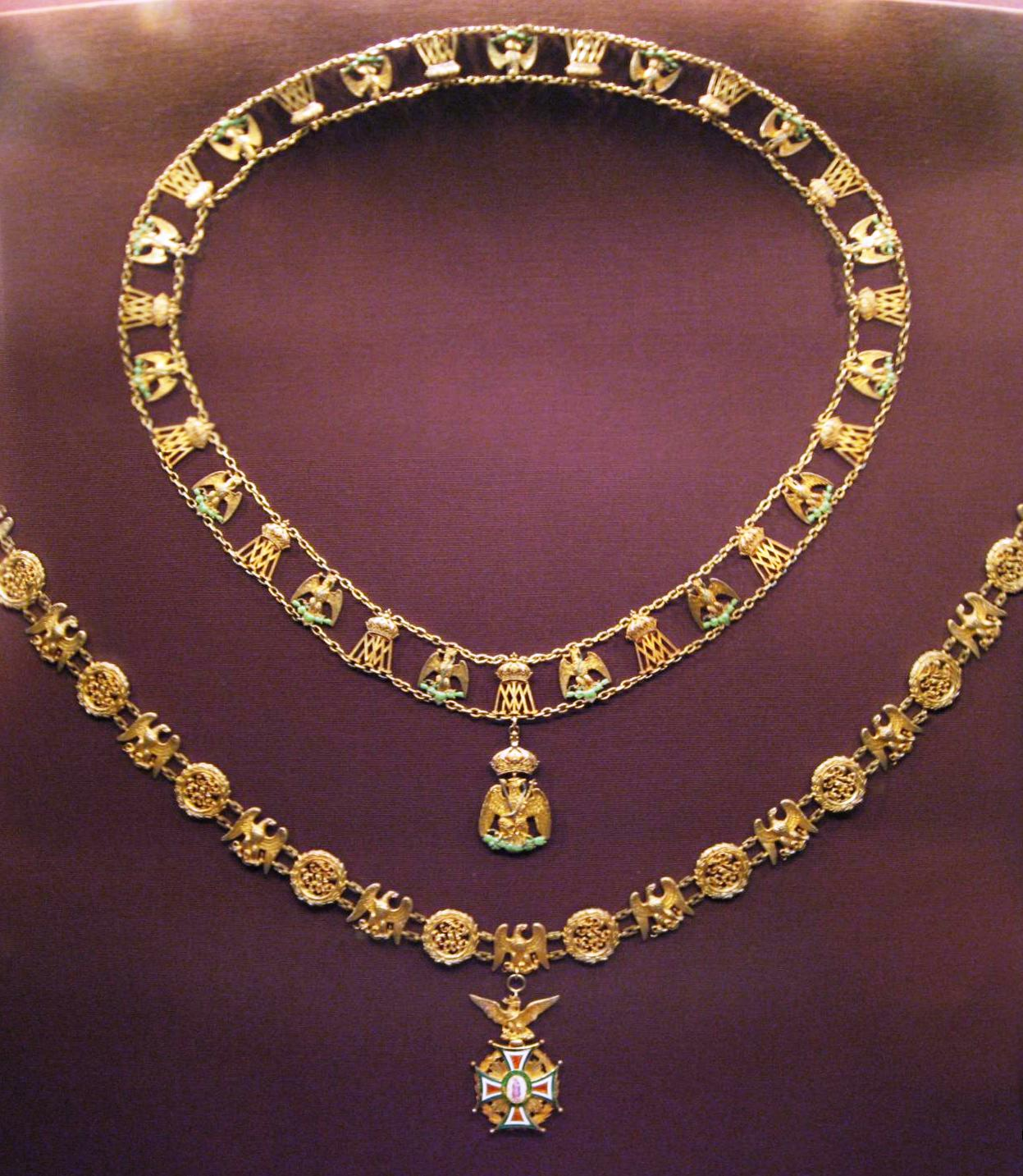
Цепь ордена Богоматери Гваделупской и имперского ордена Мексиканского орла
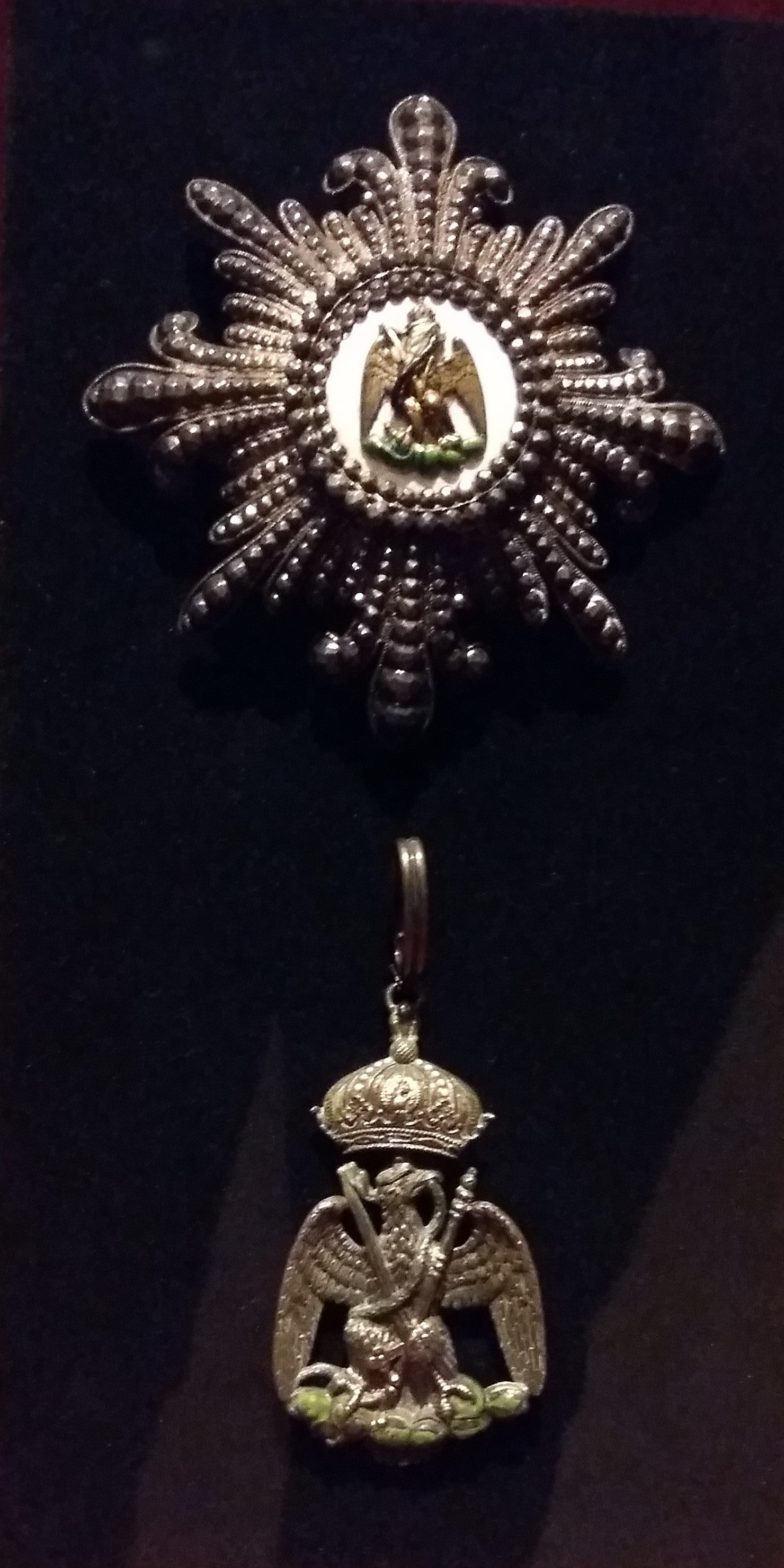
Звезда и медальон имперского ордена Мексиканского орла
Лента командора ордена Мексиканского орла